# Hastulopsis loisae
Hastulopsis loisae é uma espécie de gastrópode do gênero Hastulopsis, pertencente a família Terebridae.